# Aleksandar Spirovski
Aleksandar Spirovski (* 16. August 1978 in Belgrad, seinerzeit Jugoslawien) ist ein serbischer Volleyballspieler.

## Karriere
Spirovski begann 1993 seine Volleyball-Karriere. Zunächst spielte er als Mittelblocker in seiner Heimatstadt für OK Partizan Belgrad. 2003 kam er in die deutsche Bundesliga zum SCC Berlin. In seiner ersten Saison gewann er mit den Berlinern gleich die Meisterschaft. Zu Beginn der Saison 2007/08 wurde er vom Mittelblocker zum Diagonalangreifer umfunktioniert, woraufhin der SCC wieder das Playoff-Finale erreichte. Ein Jahr später zog er sich beim Viertelfinale in Düren einen Kreuzbandriss zu, durch den er rund ein halbes Jahr lang ausfiel. Im November 2009 kehrte er zurück und führte die Berliner im Challenge Cup zum dritten Platz. 2011 wurden die Recycling Volleys mit Spirovski erneut Vizemeister und 2012, 2013 sowie 2014 erneut Deutscher Meister.